# Thủ Biên
Thủ Biên là một tỉnh cũ của Việt Nam Cộng hòa.

## Lịch sử
Tỉnh Thủ Biên tồn tại từ tháng 5 năm 1951 đến cuối năm 1954 và từ tháng 9 năm 1960 đến tháng 7 năm 1961.
Từ tháng 5 năm 1951 đến cuối năm 1954 chính quyền Việt Nam Dân chủ Cộng hòa sáp nhập tỉnh Biên Hòa với tỉnh Thủ Dầu Một thành tỉnh Thủ Biên.
Cuối năm 1954, tỉnh Thủ Biên được tách ra lập lại hai tỉnh: Biên Hòa và Thủ Dầu Một.
Tháng 9 năm 1960 đến tháng 7 năm 1961 chính quyền Mặt trận Dân tộc giải phóng miền Nam Việt Nam và Việt Nam Dân chủ Cộng hòa lại tái lập tỉnh Thủ Biên.
Tháng 7 năm 1961, tỉnh Thủ Biên được tách thành 3 tỉnh: Thủ Dầu Một, Biên Hòa và Phước Thành.
Địa giới tỉnh Thủ Biên bao gồm phần đất các tỉnh Đồng Nai, Bình Dương, Bình Phước, Thủ Đức (Thành phố Hồ Chí Minh ngày nay), trừ huyện Long Thành lúc này được giao về tỉnh Bà Rịa – Chợ Lớn.